# Park Arkadia w Warszawie
Park Arkadia – park znajdujący się w warszawskiej dzielnicy Mokotów między ulicami: Puławską, Żywnego, Piaseczyńską i Idzikowskiego.

## Opis
Park powstał w latach 1968–1970 według projektu Longina Majdeckiego w bezpośrednim sąsiedztwie zabytkowego założenia pałacowo-ogrodowego Królikarnia.
Na jego terenie znajdują się trzy stawy: Arkadia i Stawy pod Królikarnią.
W 2008 teren parku Arkadia został objęty ochroną jako zespół przyrodniczo-krajobrazowy „Arkadia”.